# Horodyska
Horodyska (ukr. Городиська, Horodyśka) – wieś na Ukrainie, w obwodzie iwanofrankiwskim, w rejonie iwanofrankiwskim, w hromadzie Rohatyn. W 2024 roku liczyła 102 mieszkańców.
Dawniej używana nazwa – Horodyszcze.

## Historia
W latach 1921–1945 wieś leżała w Polsce, w województwie tarnopolskim, w powiecie Brzeżany, a następnie w województwie stanisławowskim w powiecie rohatyńskim.
Według Powszechnego Spisu Ludności z 1921 roku zamieszkiwało tu 1441 osób, 322 było wyznania rzymskokatolickiego a 1119 prawosławnego. Jednocześnie 354 mieszkańców zadeklarowało polską a 1087 rusińską przynależność narodową. Były tu 263 budynki mieszkalne.
Wierni należeli do miejscowej parafii rzymskokatolickiej i prawosławnej. Miejscowość podlegała pod Sąd Grodzki w Kozowie i Okręgowy w Brzeżanach; właściwy urząd pocztowy mieścił się w Kozłowie.
Urodziła się tu Helena Jabłońska, żołnierz 1 Polskiej Dywizji Piechoty im. Tadeusza Kościuszki, wartowniczka w bitwie pod Lenino, repatriantka, po wojnie szwaczka, major Wojska Polskiego, kawaler Virtuti Militari.